# Championnat du Nicaragua féminin de football
 (juin 2025).
Le championnat du Nicaragua de football féminin est une compétition de football féminin opposant les six meilleurs clubs du Nicaragua. 
Créé en 1996, le championnat se joue depuis la saison 2011-2012 sous la forme de tournois d'ouverture et de clôture, le tournoi d'ouverture se jouant du printemps à l'automne et celui de clôture de l'automne au printemps suivant. À l'issue de ces deux tournois, les deux vainqueurs s'affrontent en finale pour désigner le champion du Nicaragua. Si les deux tournois sont remportés par le même club, il est automatiquement sacré champion.

## Palmarès
| Saison    | Champion        |
| --------- | --------------- |
| 1996      | UCA Managua     |
| 1997      | UCA Managua     |
| 1998      | UCA Managuas    |
| 1999      | UCA Managua     |
| 2000      | Diriangén FC    |
| 2001      | Diriangén FC    |
| 2002      | UAM Managua     |
| 2003      | Diriangén FC    |
| 2004      | UNAN Managua    |
| 2005      | UNAN Managua    |
| 2006      | UNAN Managua    |
| 2007      | UNAN Managua    |
| 2008      | UNAN Managua    |
| 2009      | UNAN Managua    |
| 2010      | Diriangén FC    |
| 2011-2012 | UNAN Managua    |
| 2013      | UNAN Managua    |
| 2013-2014 | UNAN Managua    |
| 2014      | Saúl Álvarez    |
| 2015      | UNAN Managua    |
| 2016      | Águilas de León |
| 2016-2017 | Águilas de León |
| 2018-2019 | UNAN Managua    |
| 2020-2021 | Real Estelí     |

## Bilan par clubs
- 11 titres : UNAN Managua (Universidad Nacional Autónoma de Nicaragua)
- 4 titres : Diriangén FC, UCA Managua (Universidad Centroamericana)
- 2 titres : Águilas de León
- 1 titre :  Saúl Álvarez, UAM Managua (Universidad Americana), Real Estelí